# 無限軌道
無限軌道（むげんきどう）とは、起動輪、転輪、遊動輪（誘導輪）を囲むように一帯に接続された履板（りはん・りばん）・シュー (Shoe) の環であり、起動輪でそれを動かすことによって不整地での車両の移動を可能にするもので、この種の車両を装軌車両 (Tracked Vehicle) と呼び、対して通常のタイヤ車輪を備えた車両を装輪車両 (Wheeled Vehicle, Car etc) と呼ぶ。
無限軌道には、クローラー 、トラックベルト （Trackbelt）、履帯（りたい）、キャタピラー（Caterpillar）など、複数の呼び名がある。軍事用語では、履帯と呼ばれる。日本の法令条文（車両制限令、道路交通法施行規則等）ではキャタピラの変化したカタピラという用語が用いられている（以前は履帯という用語が用いられていた）。なお一般によく用いられる「キャタピラー」は米国キャタピラー社 (Caterpillar Inc.) の登録商標である（日本:商標登録第1863602号ほか）。

## 概要
無限軌道は18世紀後半から19世紀にかけて発案されてきたが、実用的なものは20世紀初頭に重量のかさむ蒸気機関を用いたトラクションエンジンの走行部として開発された。さらに2度の世界大戦で戦車などの軍用装軌車両の実用化と主流化を経て発達した技術である。他にも不整地走破能力を要求される農業機械、建設機械、雪上車などで用いられている。日本語の「無限軌道」の言葉の意味は、軌道（鉄道でのレール）を転輪に巻きつけることで、無限に状態のよいレール上を走れる機構という意味である。
工事現場や農地、砂漠などの不整地（オフロード）や雪上などでは、通常の車輪では凹凸に阻まれたり重量で地面にめり込んだりして走行が困難である。対して無限軌道では車輌の重量が履帯全体にかかるために接地面積あたりの圧力（接地圧）が低くなり、柔らかい地面や雪上でも沈み込みにくくなる。また多少の起伏や穴なども履帯越しに転輪が通るためにスムーズに通行できる。強力な推進・制動トルクをかけてもスリップしにくく、土工作業での強い踏ん張りや、戦闘車両の急発進・停止、斜面の登攀などの機動性を得られる。
方向転換の方法には、半装軌車のように前部の車輪やスキーによって操舵するもの、関節式の前後の車台に短めの履帯を備え、屈折させて操舵するもの（アーティキュレート・ステアリング）、そして、操舵機構を持たないスキッドステアと呼ばれる方式がある。スキッドステアは車体左右の履帯の回転差により横滑りを起こして進行方向を変えるもので、曲がりたい側の履帯を完全に停止させる旋回を信地旋回と呼ぶ。もしトランスミッションが対応していれば、左右の履帯を逆回転させ、その場で旋回する超信地旋回も行える。昔は左右の履帯の回転量をレバーで直接操作して操縦する物が多かったが、近年は自動車のステアリングホイールのように丸ハンドル操作で操縦が容易になっているものも多い。なお、スキッドステアで方向を変えるものには、「スキッドステアローダー」のような装輪式車両もある。
履帯の接地長が長いほど接地圧が小さくなり不整地走破能力は増すが、左右の履帯間隔に対して接地長が長すぎると横方向のグリップ力が強すぎて方向転換が困難になるため、両者の比率は1.1 - 1.8程度に抑えられている。
難点としては履帯を使用した走行装置は重量がかさみ、車輪に比較すると履帯そのものを駆動するために必要な原動機の負荷が大きいうえに、騒音や振動も大きい。構造上、履帯は固定されておらず、テンションをかけすぎると過大荷重で切断のおそれもあるため多少の遊びが持たせてあり、高速回転すると遠心力で履帯が浮き上がってくる。またサスペンションがあるものはその伸縮で特に不整地走行時に履帯が緩みやすく脱落につながるため、高速・長距離走行は一般的に困難である。ゴムを用いた特殊な履帯を用いない場合、舗装路では路面を傷めたり、接地圧や摩擦係数の低さによって滑走してしまうおそれもある。積雪地や泥濘地での走行では、履帯にグローサーと呼ばれる装具を付けて下駄やアイゼンのような歯を生やす場合もあり、グローサーは予備履帯と同様に車外に架装して携行することもある。また履帯が一か所でも破断してしまうと走行不能になり、交換修理や整備にも多大な手間を要する。特に軍用車輌では、近年の市街戦や対テロ戦争において戦車などの装軌車輌が地雷や即席爆発装置（IED）によって損傷を受け、本体が無事でも行動不能になるケースが多い。

## 種類
材質、接合方式、構造により分類される。走行性能においてはダブルブロックダブルピン構造の物が最も良好であるが、部品点数が多くなるため、現在の第三世代主力戦車では主にシングルブロックダブルピンが用いられている。

### 材質

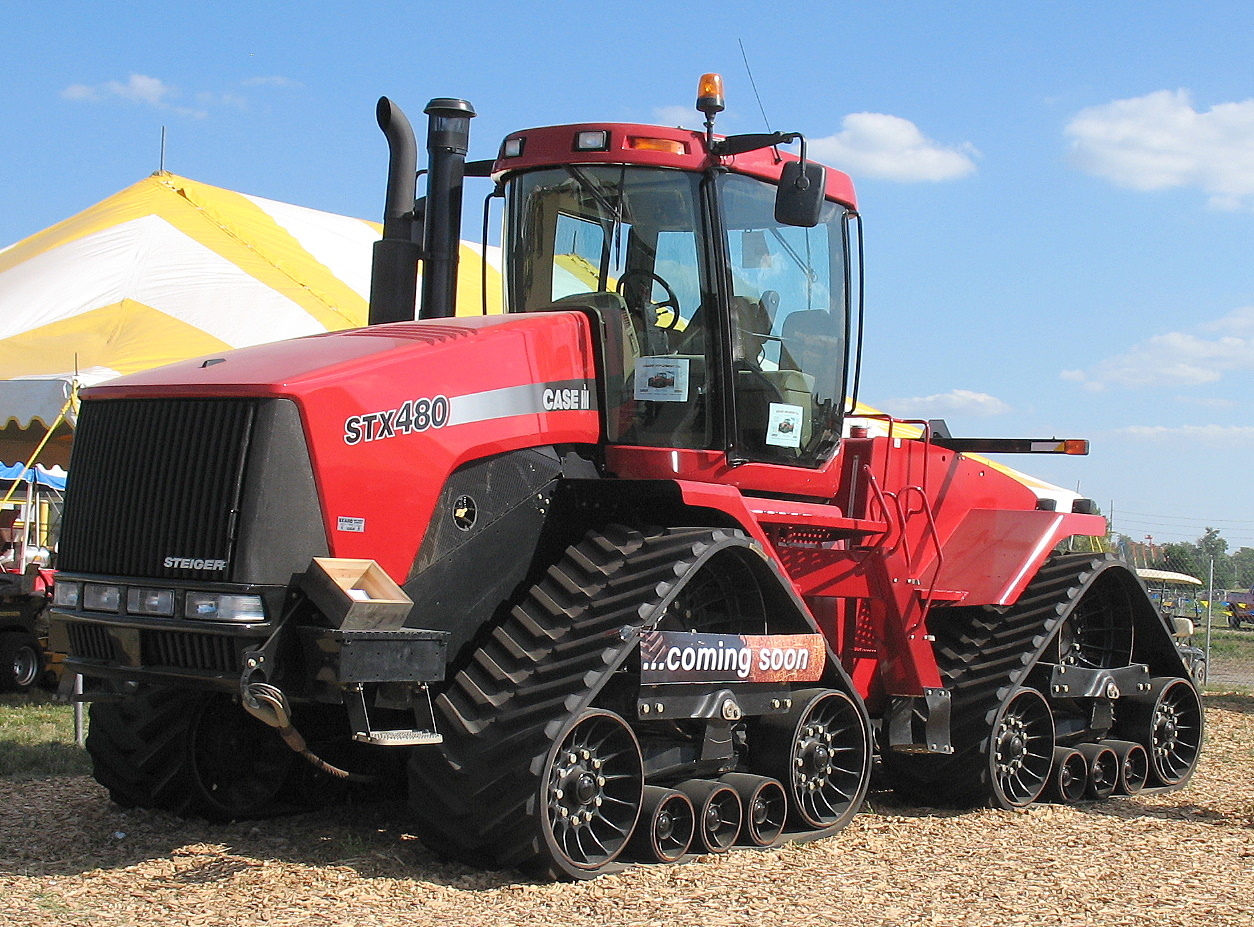
ゴムクローラを4組用いた関節式トラクター

通常、軍用車両や建設機械では鉄の合金でできたピースやリンク等の部品を多数連結した金属製の履帯が用いられる。
ゴム製のクローラはミニショベルや不整地運搬車などの小型の建設機械では金属製の履帯で舗装路面を傷付ける事を抑止する目的で用いられ、現代のトラクター、コンバイン等の農業機械、スノーモービル、装輪車両ベースの改造車や装輪車両への外付けの履帯においてはゴムクローラが一般的に使用される。ゴムクローラは輪になったスチール・ワイヤをゴムで被って一体成型して作られており、泥濘地で使用してもその構造上ピンの摩耗に起因する履帯の伸びがないが、ゴムの経年劣化や鋭利な岩などとの接触により亀裂や切断箇所を生じる。ゴムクローラは第二次世界大戦時の米軍ハーフトラックなどで大量生産使用され実用性を実証し、近年でも材質の改善により一部の軍用車輌でも使われており、静寂性・高速性・路面保護などに優れている反面、一か所の破断でも履帯全体を交換する必要があり、交換作業も転輪を外す必要がある。特に戦闘車両では戦場での応急修理が困難な点が敬遠され、金属製履帯に近い扱いができる分割式のゴム製履帯が研究されているが、継ぎ手部分の強度などがハードルとなっている。一方で車両の運用思想が、野戦修理による継戦よりも人命優先で損傷車両の放棄も許容する方向にシフトしていることを受けて、他面の性能で優るゴム履帯の採用機運も見られる。

### 接合方式
シングルピン
前後のブロック（シュー）を繋ぐピンが一本だけのもの。シングルブロックならばピンの数とブロックの数は等しくなる
ダブルピン
前後のブロック（シュー）を繋ぐのにピンを二本用いるもの。

### 構造
ダブルブロック
接地ブロック（シュー）が左右二つのピースからなるもの。多くの場合、それに加えて中央にセンターガイドピースを組み合わせて使用される。
シングルブロック
接地ブロック（シュー）が一枚だけのもの。多くの場合センターガイドも接地ブロックと一体化されている。
ゴム一体式
材質参照。
蛇腹方式
クローラのピンを左右にも折れ曲がるように接合した方式。イギリスのMk.VIIテトラーク軽戦車など一部車両に使用された。ステアリング型の装甲車にも巻けるクローラとして開発され、前輪を左右に振る車輪に同期させるため、履帯自体も左右に折れ曲がるように設計されている。
しかし強度が劣り許容荷重が低いため一般化しなかった。
建設機械等
ローラーチェーンのように組み上げられたリンクアッセンブリに多数の履板（シュー）を取り付ける方式。シューの形状は、乾地用では地面に食い込むように断面がT字型、泥濘地湿地用では断面が三角形。また、舗装路を傷めるのを防ぐため、履板一枚一枚にゴム製のパッドを装着する場合がある。

### 転輪
大型転輪
BT戦車やT-34、T-54/55、T-62など第二次世界大戦中から戦後しばらくのソ連戦車によく見られる転輪。イギリスのカヴェナンター、クルセーダー、クロムウェルなどの巡航戦車や陸上自衛隊の74式戦車でも採用された。転輪上部で上側の履帯を支える(LT-38のように大型転輪を採用しなおかつ上部支持転輪も持つ車輛も存在する)。高速走行時に有効とされるが、転輪の装着数が必然的に少なくなり、転輪間の幅が大きくなるため不整地走行性能に難がでる。履帯幅の延長などで改善が可能。また、高速走行時に上側の履帯が振動で破損しやすい。なお、古い資料ではこの転輪形式を「クリスティー方式」と呼ぶこともあったが、正確にはサスペンションの形式を指すもので、転綸のサイズや上部支持転輪の有無は無関係である。
小型転輪
戦車の登場初期より存在した転輪方式。小さな転輪を数多く装着することで、転輪間の隙間を小さくでき、不整地走行性能が向上する。しかし、速度性能に限界が生じ、高速度を求める車両には向かない。チャーチル歩兵戦車が代表例。
中型転輪
大型と小型の良いところを妥協してとった大きさの転輪。上側の履帯を支えるための小さな上部支持転輪を持つ。両者の中間程度の可もなく不可もない性能で、現在主流の戦闘車両用転輪形態として落ち着いている。
挟み込み転輪・千鳥式転輪
大型転輪と小型転輪の良いところをすべて盛り込もうとして開発された。中型もしくは大型転輪を交互に左右半重ねにして配置したり、一個と二個を交互にはさみ重ね合わせるようにした形態の転輪である。これにより転輪の間隔を小型転輪並にし、不整地性能の向上を期待することができるうえ、高速高機動かつ大型の車体が製造可能な特徴を持たせようとした。しかし、破損した奥の転輪を交換する際に手前の無傷の転輪も外さなければならないこと、加えてトーションバーに損傷を受けた場合交換にはさらに煩雑さが増すこと、細かく入り組んだ転輪の隙間に泥などが入り込みやすく冬季には凍結しやすくなるなど、メンテナンス上重大な問題があり、なおかつ、接地圧の解消にはそれほどの結果を出せなかった。第二次世界大戦後期にドイツが生産したパンター中戦車やティーガー重戦車や各種ハーフトラックで挟み込み転輪、パンターIIやEシリーズで千鳥式転輪が採用されたが、大戦終結以後この形式を使う車両で実際に製造されたのはフランスのAMX-50を除けばほとんど存在しない。(そのAMX-50も最終的に戦力化は断念されている。)

### 動輪
起動輪（スプロケット・ホイール）
動力軸と繋がっている車輪。歯車状になっていて履帯と噛みあって動力を伝達する。エンジンが後部にあることにあわせて後端が起動輪であることが多いが、前端に存在する車両もある。
遊動輪（アイドラー・ホイール）
起動輪と反対側の端に位置し、位置を前後させて履帯の張り具合を調整する。金属履帯は使用と共に接続ピンと周辺の磨耗により伸びてくるため、調整が必要になる。
誘導輪（フロントアイドラ）
前方に配置された遊動輪の事をこのように呼ぶことがある。

## 歴史

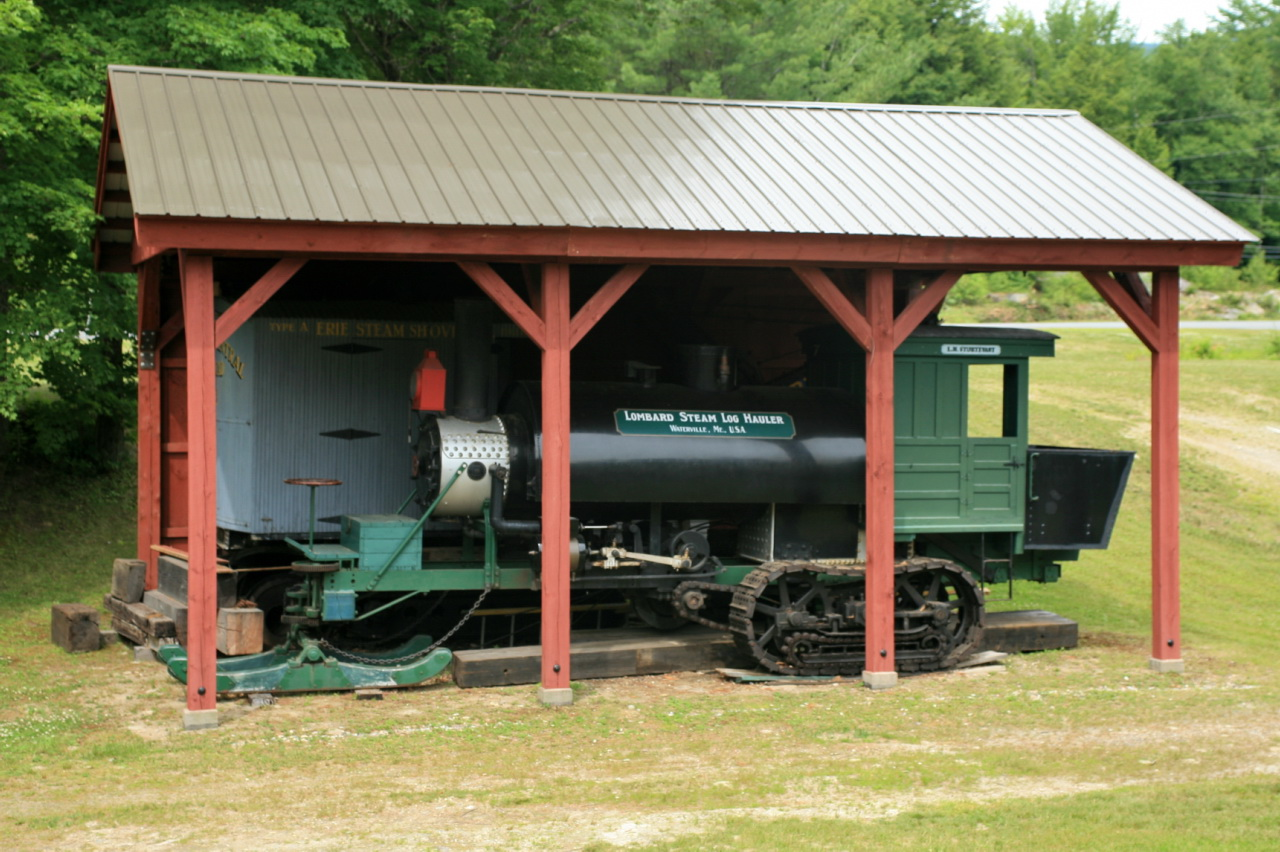
Lombard Steam Log Hauler（1901年特許取得）

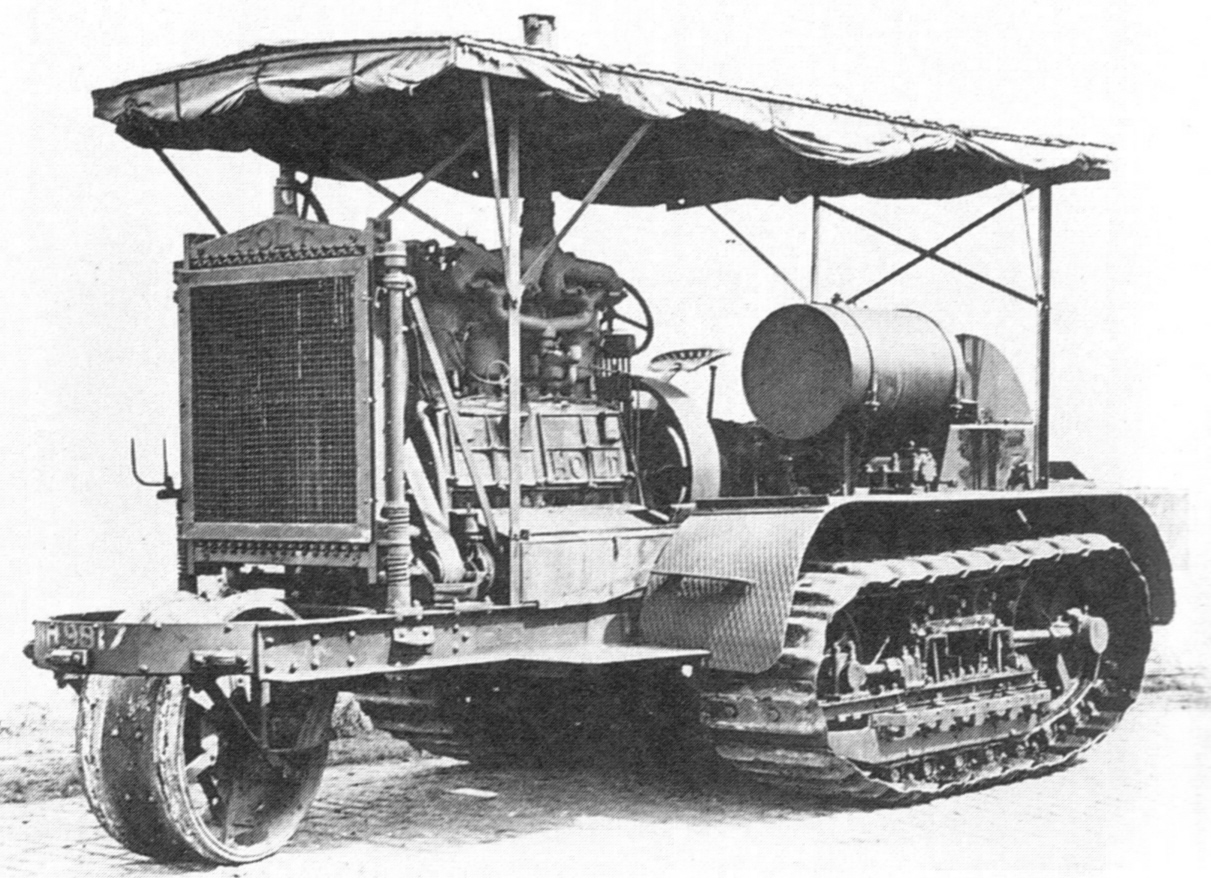
ホルト75型トラクター,1914年頃

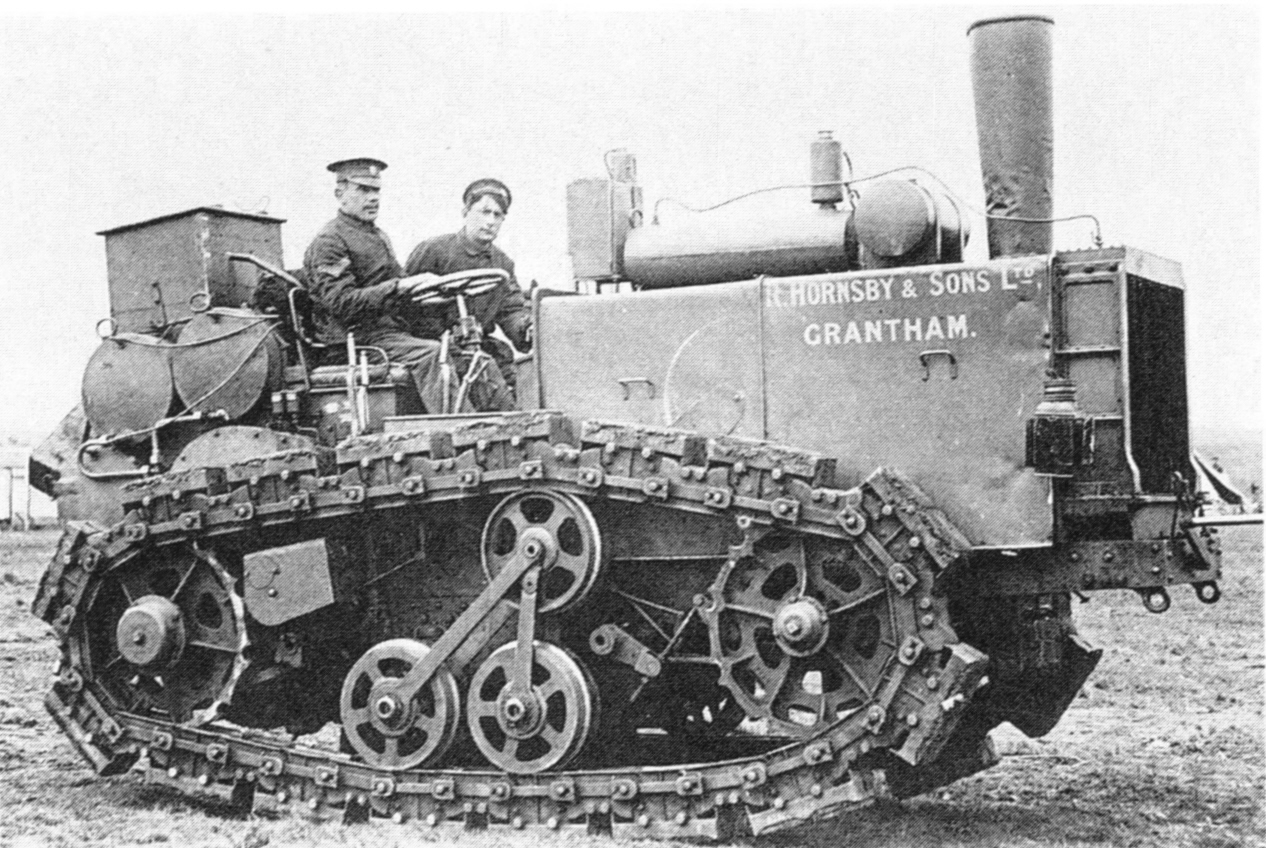
Hornsby製トラクター

1770年代、リチャード・ロヴェル・エッジワースが原始的な無限軌道を設計した。1830年代にはポーランドの数学者で発明家のハーネー＝ウロンスキーが同様のアイデアを思いついている。イギリスの博学者ジョージ・ケイリー卿は無限軌道の特許を取得し、それを「万能鉄道 (universal railway)」と呼んだ。1837年、ロシアの発明家 Dmitry Zagryazhsky は「移動式軌道つき車両」を設計して同年に特許を取得したが、資金がないために実働するプロトタイプを製作できず1839年に特許を取り消した。一種の無限軌道を使った蒸気機関トラクターが1850年代のクリミア戦争で西側勢力に使われていたという報告もある。1846年、イギリスの技術者ジェームス・ボイデルが無限軌道 (endless railway wheel) の特許を取得した。
実用的な無限軌道の車両であるロンバード蒸気式木材牽引車を発明し製作したのはアルヴィン・ロンバードで、1901年に特許を取得した。彼は同年、メイン州ウォータービルで蒸気機関を動力にした木材牽引車を製作した。1917年までに83台を製作し、その後内燃機関に切り替え、1934年にはフェアバンクス・モース製ディーゼルエンジンを採用した。装軌車両の商業化という意味ではアルヴィン・ロンバードが疑いもなく世界初である。ロンバードの蒸気機関車は、現在も実働するものが少なくとも1台存在する。ガソリンで駆動するものがオーガスタのメイン州立博物館に展示されている。
さらに、ロンバードからライセンス供与を受けてフェニックス・センチピードが製作したものが倍以上あり、こちらはシリンダーを垂直に配置していた。1903年、ホルト・マニュファクチャリング・カンパニー(以下ホルト社)の創業者であるベンジャミン・ホルトはロンバードに6万ドルを支払い、ロンバードの特許を使った車両製作権を得た。ロンバードがカリフォルニアに移住した後もなんらかの合意があったと見られるが、この権利関係がどう決着したのかは定かではなく、それぞれの記録に若干の食い違いもある。
日本では、富山出身の高松梅治が19世紀末頃に無限軌道を考案し、明治44年（1911年）に欧米8か国に特許申請し、国内では農商務省の特許を取得した。
同じ頃、イギリスのリンカンシャーにあった農機具会社のリチャード・ホーンズビー・アンド・ソン社は、1905年装軌車両の特許を取得し開発を行っていた。発明者は同社のデビッド・ロバーツである。その設計はそれまでのものとは違い地面に接地したソリや車輪で操舵する代わりに、履帯をロックして操舵するようになっていた。ホーンズビーの装軌車両は1905年から1910年にかけて、砲兵トラクターとすべくイギリス陸軍が試験的に用いたが、正式採用されなかった。特許はホルトが買い取った。ホーンズビーの装軌車両は履帯の操作方式が現代の装軌車両と基本的に同じスキッドステアであり、その動作する様を見たイギリス軍兵士が毛虫 (caterpillar) のようだと皮肉った。後にホルトは抜け目なく「キャタピラー」を商標とした。
合併と名称変更を経てホルト社は1925年にキャタピラー社となった。キャタピラー社製装軌車両は建設用車両や陸戦用車両に革命を起こし、戦闘用車両として使われるうちに無限軌道の改良が進んだ。第一次世界大戦時、イギリス軍やオーストリア・ハンガリー軍がホルトの装軌車両を重砲の牽引用に使い、いくつかの国では戦車の開発が活発化した。イギリスが開発した世界初の戦車であるマーク I 戦車はホルトの装軌車両に着想を得てはいるが、一から設計されていた。しかし、そのすぐ後にフランスやドイツで開発された戦車はホルトの装軌車両を改造したものだった。

## 舗装路への影響

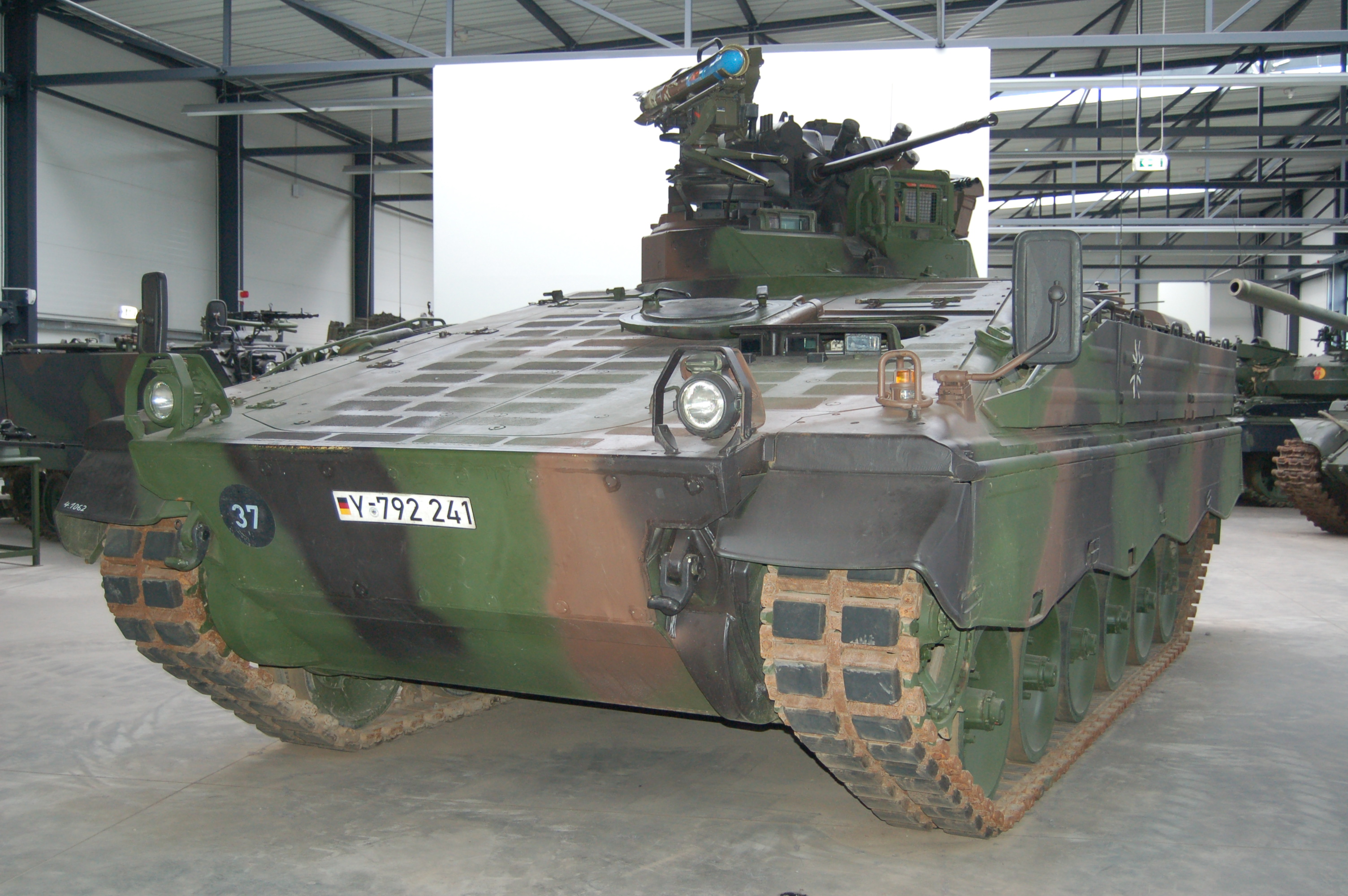
マルダー歩兵戦闘車の履帯。
踏面に黒く見える部分がゴムパッド。

ゴムクローラでは問題とはならないが、従来型の鉄クローラで舗装路を走ると、舗装を傷める恐れがある。また平滑な路面ではクローラー踏面との摩擦力が下がるため、高い速度での走行中に舵を切るといった場合にスリップする恐れもある。加えて走るのに必要なエネルギーが大きく、舗装路上では装輪車両に比べると著しく燃費が悪い。さらに公道を走るにあたってはクローラで走ること自体が規制に抵触する、コストや仕様上の理由でナンバーを取得していない、といった場合もあり、建設機械が移動する際は、単車のトラック又は低床式トレーラー型の重機キャリアに載せて運ぶことになる。
戦車をはじめとする装軌式の装甲戦闘車両も、戦車運搬車に搭載して移送することが多い。現在は、路面を傷めないよう各履板（シュー）にゴムパッドを着脱できる鉄履帯が普及しつつある。履板の形状が違えば着脱可能なゴムパッドの形状も異なり、日本の90式戦車の鉄履帯では各履板に1個ずつ横長のゴムパッドが付けられる。路面にゴム跡が付くものの、接地面がゴムなので舗装路をあまり傷めず、騒音も軽減できるため、公道などを走行する際はゴムパッドの装着が必須となっている。反面、ゴムパッドを付けたままだと不整地、特にぬかるんだ傾斜地では滑りやすくなる。
また、戦車が配備されている陸上自衛隊の一部駐屯地近くの道路では、アスファルトの舗装を完全に撤去し、コンクリートで舗装した公道を戦車が走行するといった例もある。

## ギャラリー

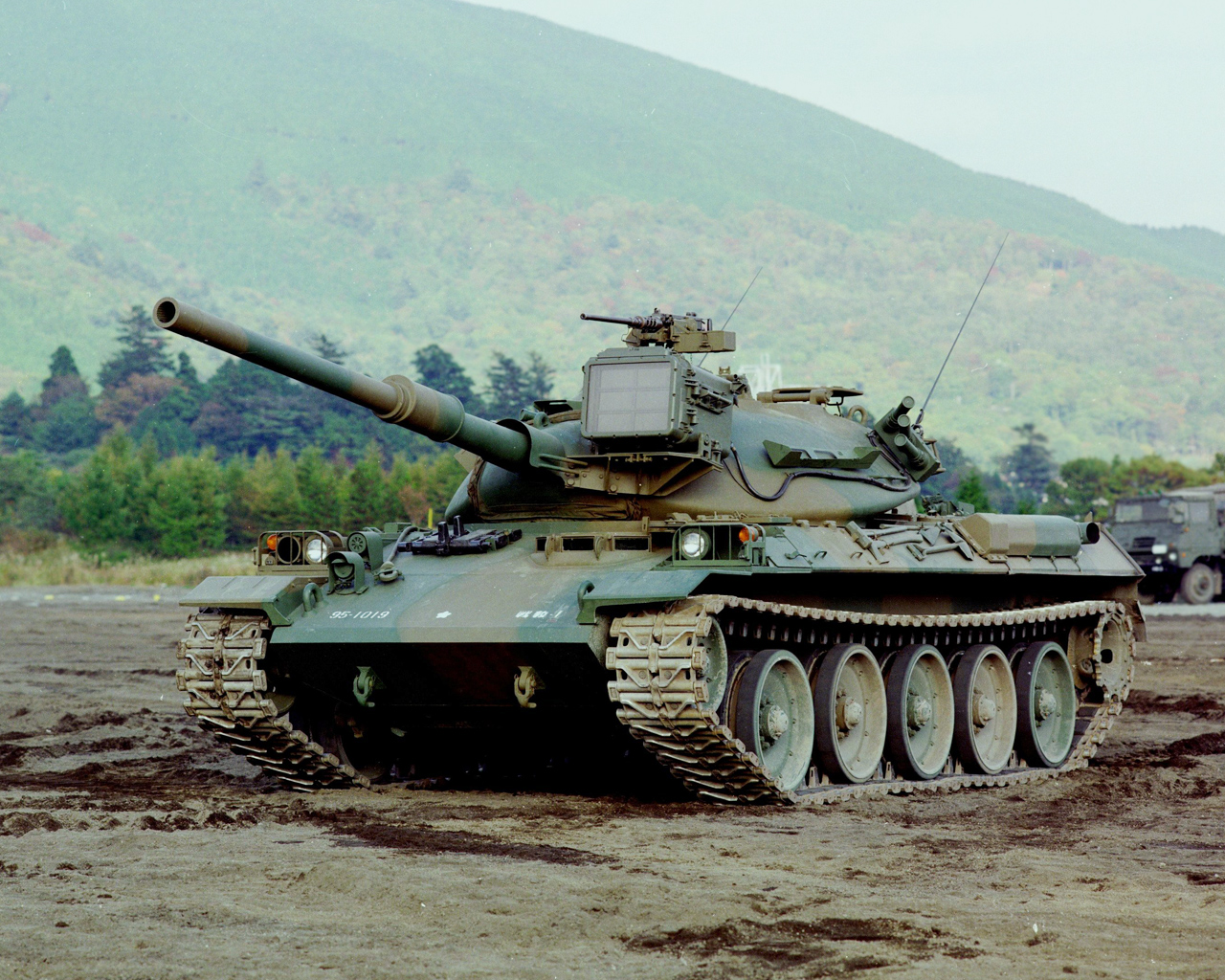
74式戦車のダブルピン履帯
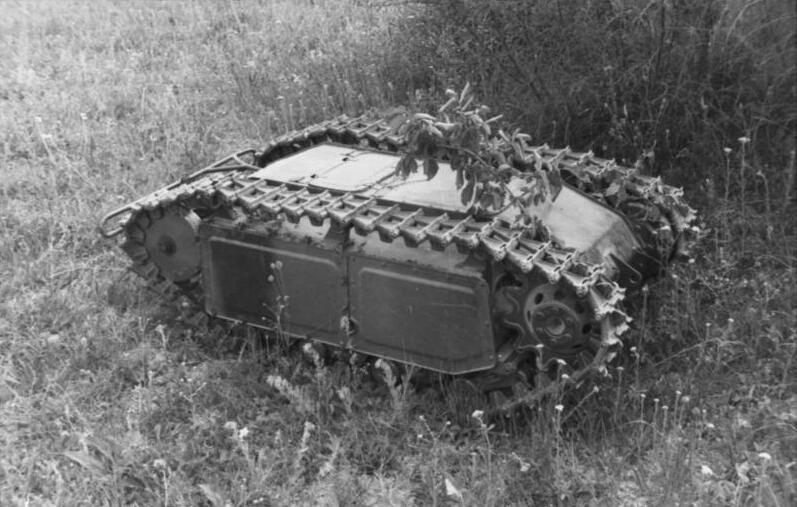
装軌地雷ゴリアテ Sd.Kfz. 302
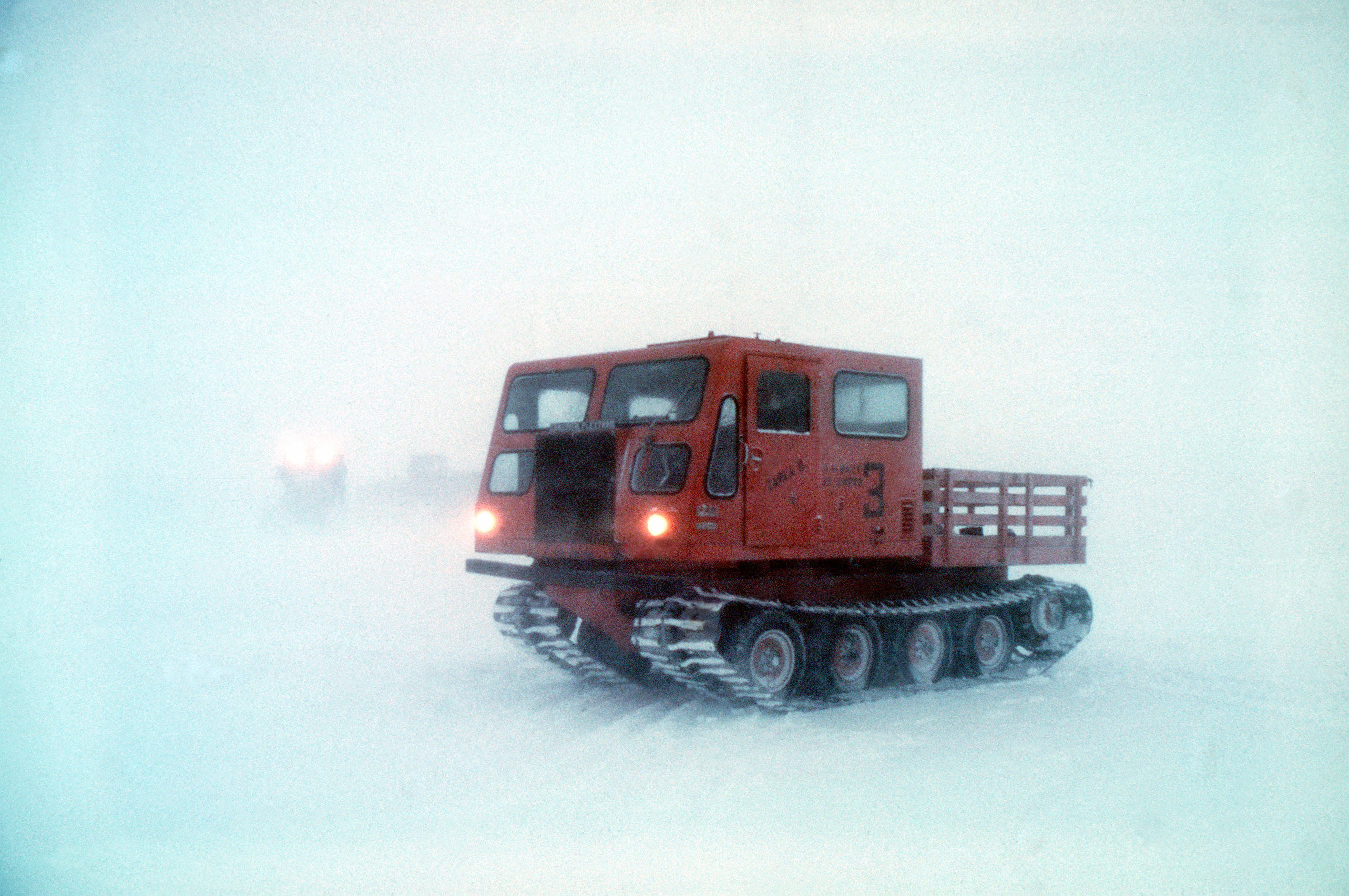
雪上車
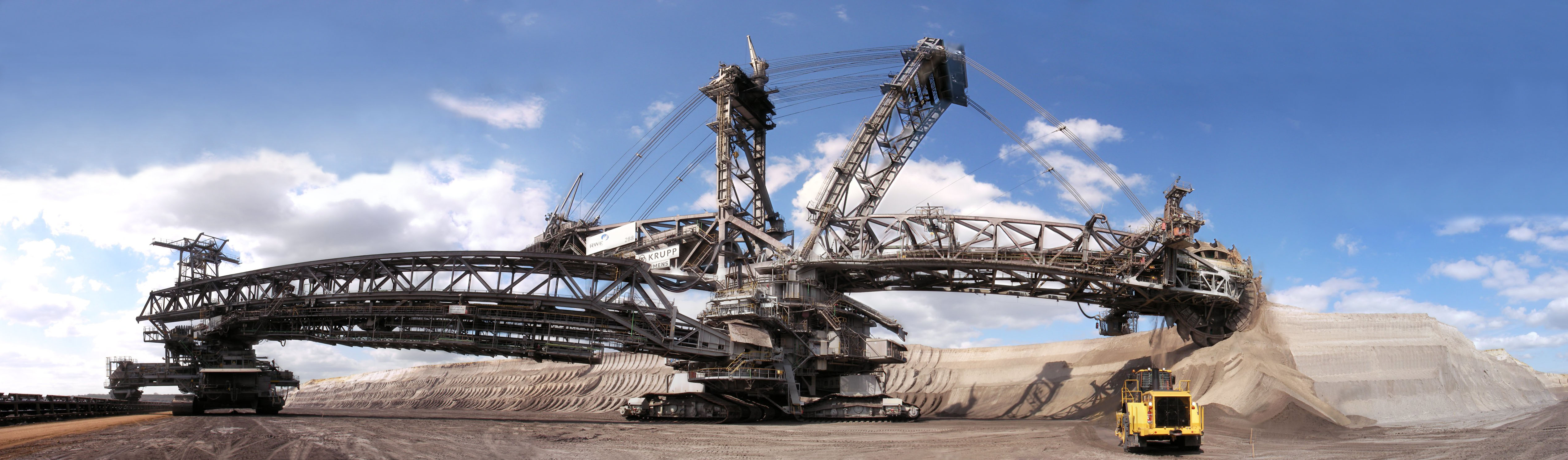
バケットホイールエクスカベーター
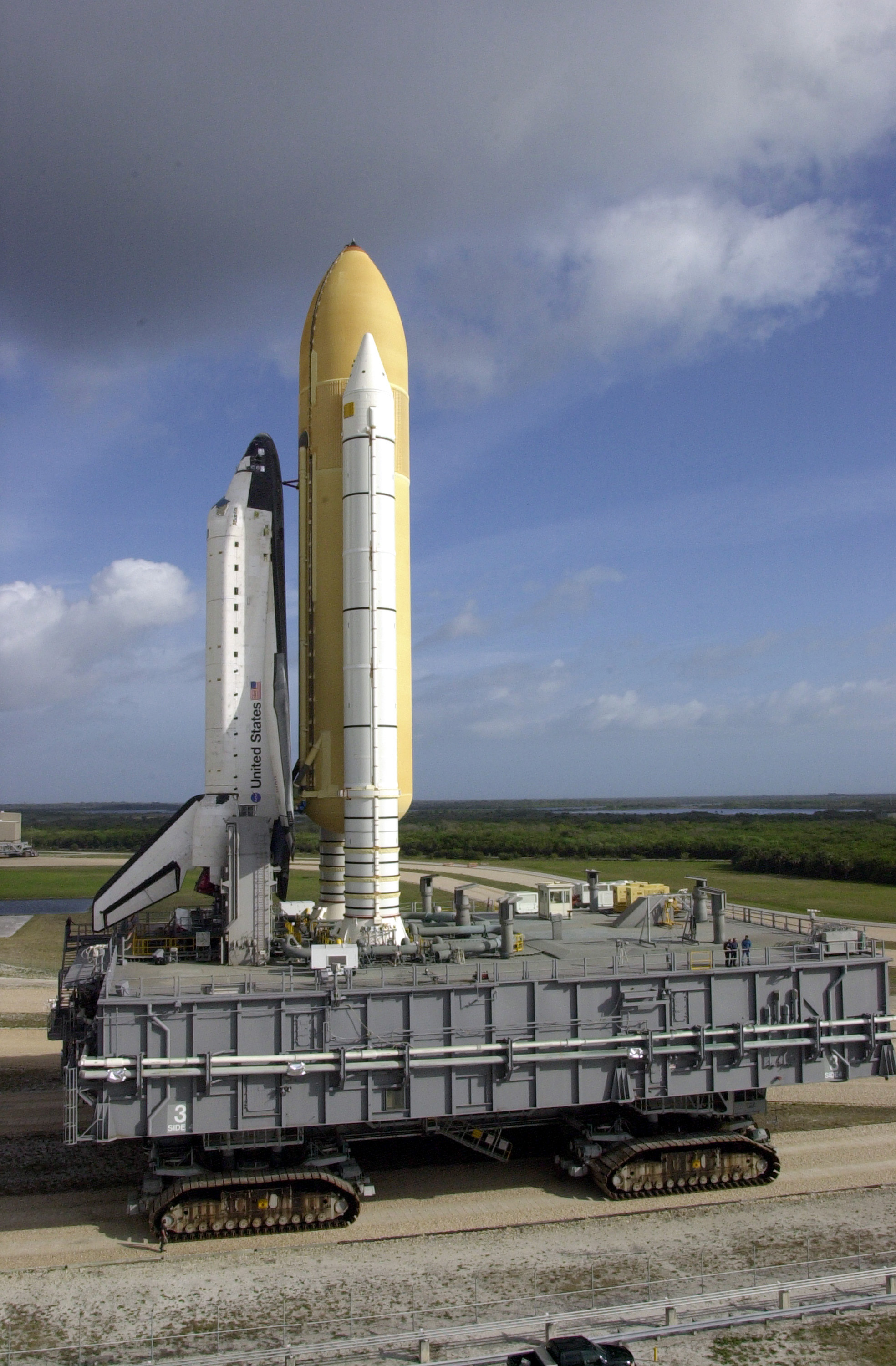
クローラー・トランスポーター
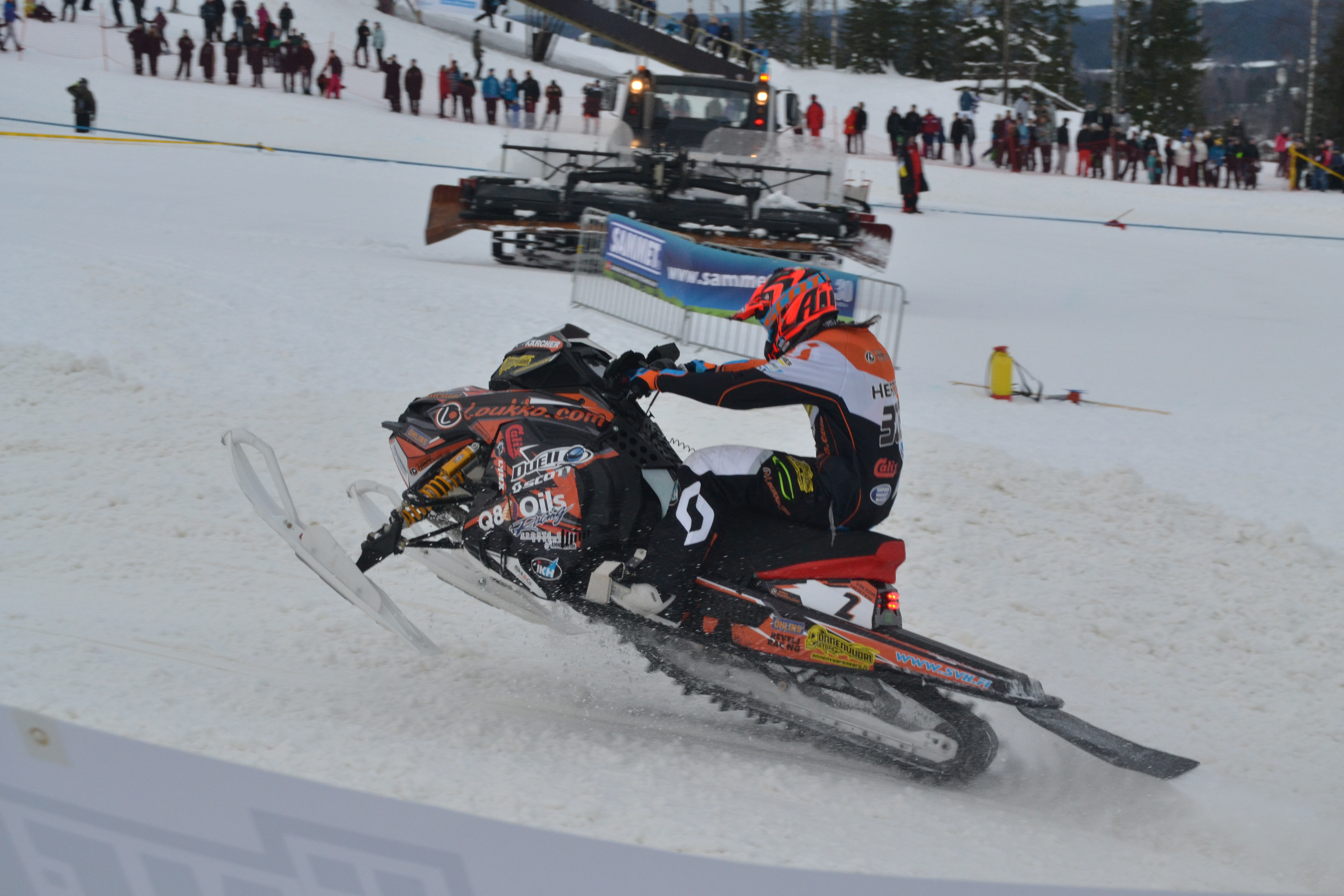
スノーモービル